# The Journal of the Royal Institution of Great Britain
The Quarterly Journal of Science, Literature, and the Arts (abreviado J. Roy. Inst. Gr. Brit.) fue una revista con ilustraciones y descripciones botánicas que fue editada en Londres desde 1830 hasta 1831, publicándose los números 1 y 2. Fue precedida por Quart. J. Sci. Lit. Arts, y fue reemplazada por London Edinburgh Philos. Mag. & J. Sci..